# Каньйон річки Тари
43°12′32″ пн. ш. 19°04′40″ сх. д. / 43.209° пн. ш. 19.0777° сх. д.

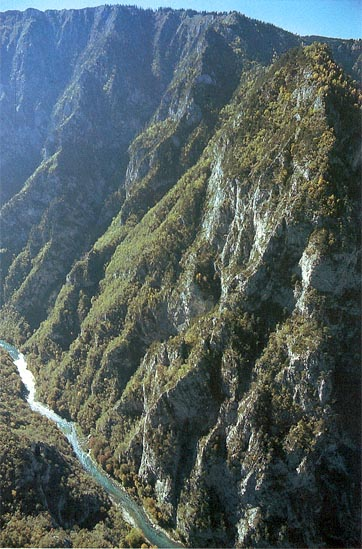
Каньйон річки Тари

Каньйон річки Тари або Ущелина річки Тари (чорн. Kanjon Tare / Кањон Таре) — це частина національного парку «Дурмітор», яка знаходиться в Чорногорії та простягається до Боснії та Герцеговини.

## Географія
Каньйон тягнеться від Бистриці, що в Чорногорії, до селища Хум, яке знаходиться в Боснії та Герцеговині, долаючи таким чином 82 кілометри. Останні 36 кілометрів каньйону формують кордон між Чорногорією і Боснією та Герцеговиною. Каньйон має близько 1 300 метрів глибини. Ущелина річки Тари є найглибшим річковим каньйоном в Європі.
У межах Чорногорії каньйон знаходиться під захистом, як частина національного парку «Дурмитор» та програми Світової спадщини ЮНЕСКО.
У каньйоні є скелясті та галькові тераси, піщані пляжі, високі скелі та понад 80 великих печер.

### Річка Тара

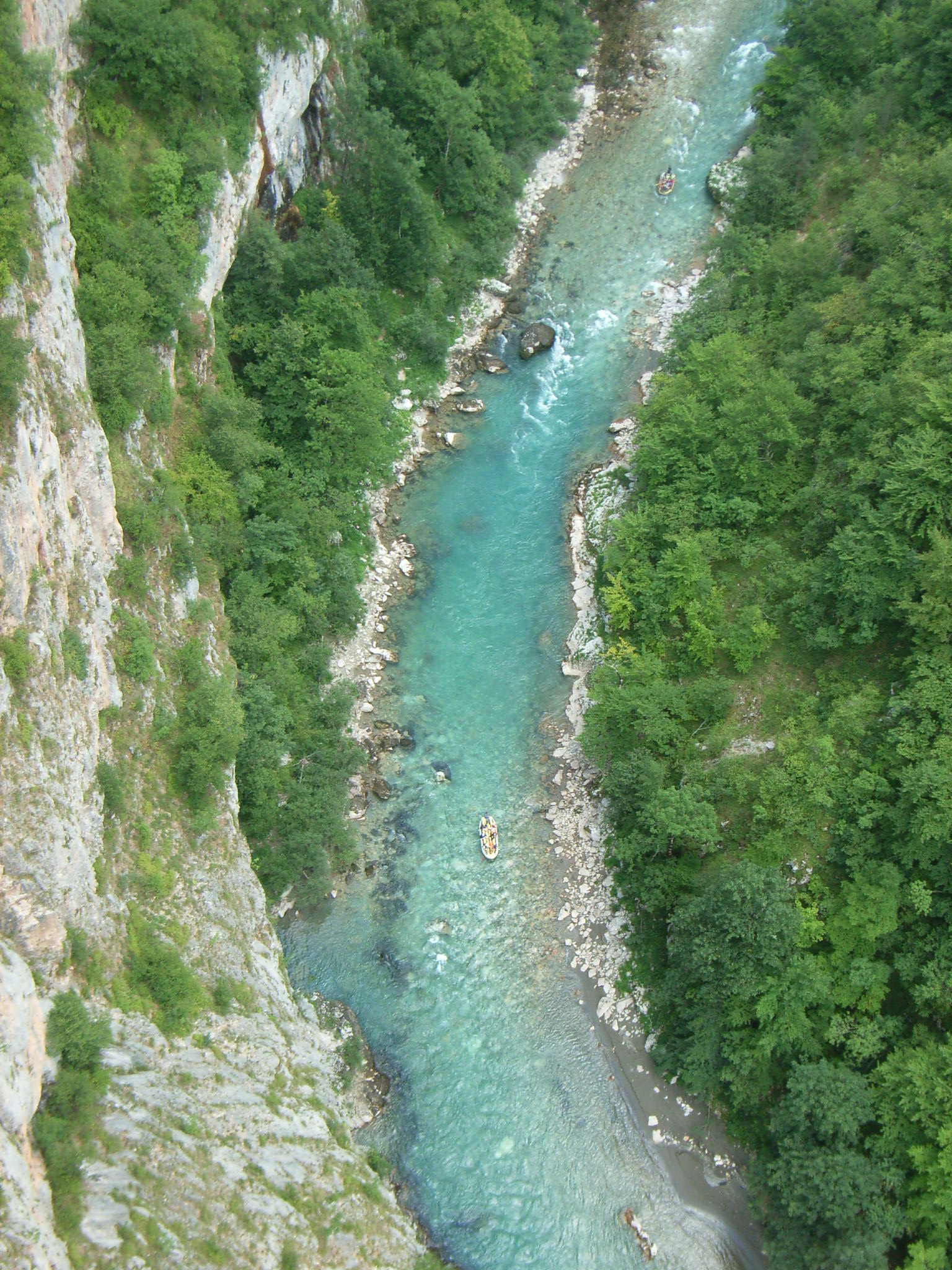
Вид з Ущелини на річку Тара

Річка Тара стає Дриною на місці злиття з Пивою біля селища Хум. Тара має довжину 115 кілометрів. На території парку річка має падіння 3,6 метри/кілометр з безліччю каскадів, які утворюють «білу воду» між 2 та 4 рафтинговими категоріями.
Річка отримує велику кількість води з численних струмків та декількох коротких приток. Найважливішими лівобережними притоками є Лютица та Сушиця, а правобережними — Васковачка рієка та Драга. Найповноводнішим джерелом Тари є Байловича Сіге, яке розташоване на правому березі та доставляє кілька сотень літрів води кожної секунди. Вода, яка ллється з печери Бучевиця в річку Тара долає висоту 30 метрів та розширюється на більше ніж 115 метрів.
Гуркіт від каскадів у долині річки можна почути на вершинах каньйону. Серед більше ніж 40 каскадів, найбільш відомими є Джаволє Лазі, Соколовина, Биєлі Камен, Горньї Тепачкі Бук та Доньї Тепачкі Бук.
Через те, що річка має досить високу якість води та через унікальність екологічної системи, Тару в 1977 році включили у програму «Čovjek i biosfera» (Людина та біосфера) та внесли до всесвітніх екологічних біосферних резервацій, захистивши місце міжнародними конвенціями.
Річка разом з Дриною є найбільшим європейським місцем існування та нересту лосося дунайського.

## Суперечки щодо греблі
Уряд Чорногорії та Республіки Сербської планували затопити значну частину ущелини та спорудити одну або декілька гідроелектричних дамб на Дрині та, можливо, Тарі. План побудови дамб у Боснії та Герцеговині на річці Дрині так і не був здійснений.

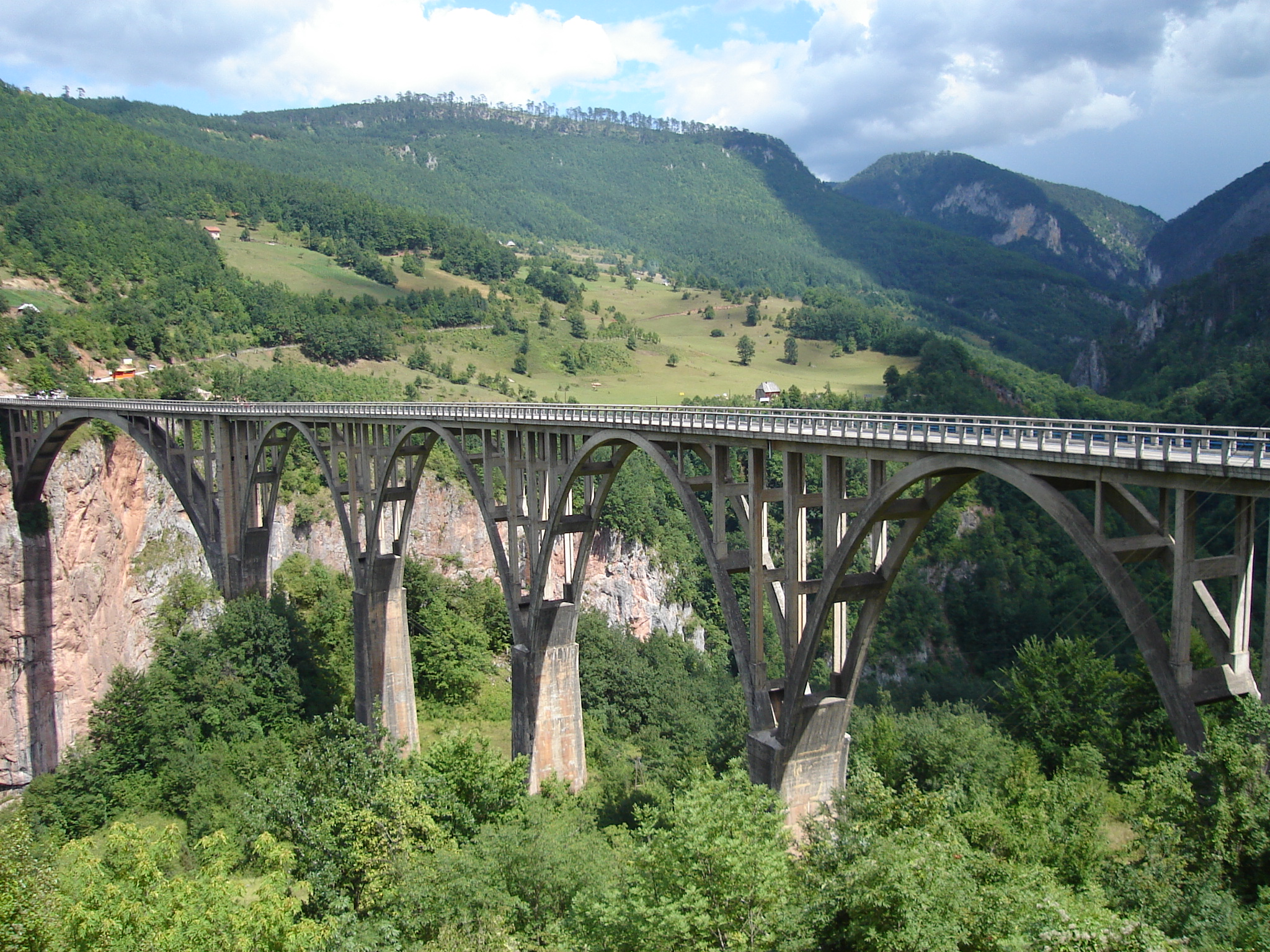
Міст на Тарі

Згодом запропонували побудувати дамбу біля селища Бук Биєла, приблизно за 15 кілометрів вниз за течією від кордону з Чорногорією та місці впадіння Тари в річку Пива. Проте проєкт «Бук Биєлської ГЕС» був відтермінований в квітні 2015 через активні протести. У 2018 році проєкт даної ГЕС був відновлений. Концесію було надано компанії «HE Buk Bijela», яка була створена у Фочі в 2018 році.

## Водні види спорту
Каньйон є частиною рафтингового шляху по річці Тара. Одноденний рафтинговий маршрут починається в Брстновиці та закінчується у Щепан Полє. Водна траса має довжину 18 кілометрів. Ця частина каньйону має найбільше падіння висоти. Тут налічується 21 з 50 річкових порогів Тари. Найвідоміші пороги це — Брстановичі, Печине, Целиє та Вєрновички.

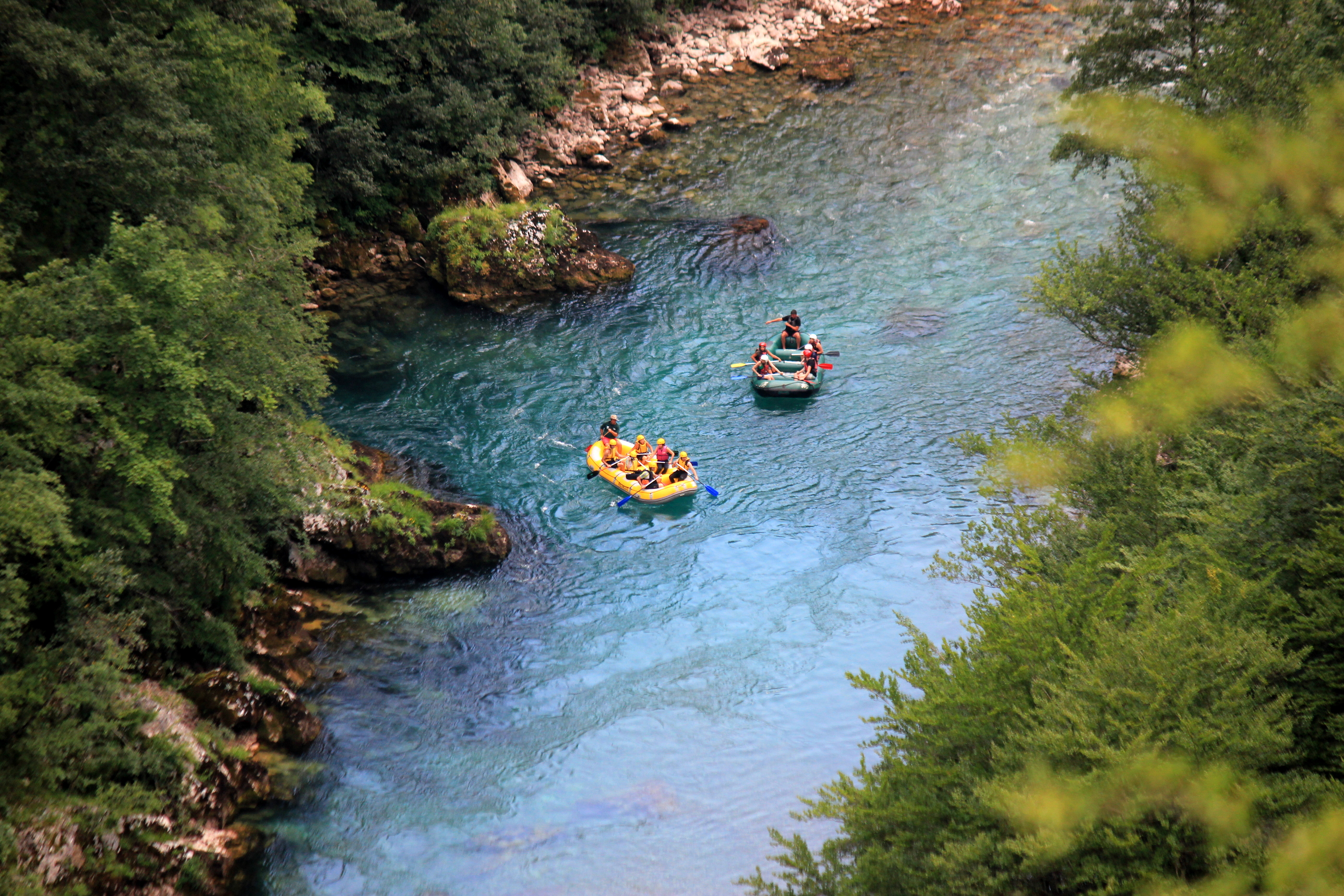
Рафтинг на Тарі

Довший рафтинговий шлях має 100 кілометрів довжини. Маршрут починається з водоспаду Лютица та проходить під 165-ти метровим монументальним мостом. «Фун'їчки Букови» та «Биєле Плоче» — пороги, які розташовані в «Нисово Врело» — найглибшій частині каньйону. Далі йде підніжжя гори Цуревач, яка має висоту 1 650 метрів.
В 2005 та 2009 роках Європейський чемпіонат рафтингу проходив у Боснії та Герцеговині на річках Врбас і Тара.